# Daniel Gevargiz
Daniel Gevargiz (in persiano دانیل گورگیزنژاد‎; Urmia, 8 aprile 1940 – Teheran, 27 marzo 2020) è stato un sollevatore iraniano.
Vinse la medaglia d'argento ai Giochi asiatici del 1970. In precedenza aveva partecipato alle Olimpiadi estive del 1968, senza riuscir a salire sul podio.